# Magnieu

Magnieu este o comună în departamentul Ain din estul Franței.